# Kombinirana malonska in metilmalonska acidurija
Kombinirana malonska in metilmalonska acidurija (angleško: Combined malonic and methylmalonic aciduria, CMAMMA), imenovana tudi kombinirana malonska in metilmalonska acidemija, je prirojena presnovna bolezen, za katero so značilne povišane ravni malonske kisline in metilmalonske kisline. Nekateri raziskovalci domnevajo, da je CMAMMA ena najpogostejših oblik metilmalonske acidemije in morda ena najpogostejših prirojenih presnovnih bolezni. Zaradi redke diagnostične prepoznave ostane pogosto neodkrita.

## Simptomi in znaki
Klinični fenotipi CMAMMA so zelo heterogeni in segajo od asimptomatskih, blagih do hudih simptomov. Patofiziologija, ki je v ozadju, še ni znana. V literaturi so opisani naslednji simptomi:
- presnovna acidoza[7][5][8]
- koma[2][6]
- hipoglikemija[2][7][6]
- epileptični napadi[2][7][5][8]
- bolezni prebavil[5][8]
- zaostanek v razvoju[2][5][8]
- govorni zaostanek[1][2][4]
- zaostanek v rasti ali pridobivanju teže[2]
- psihiatrične bolezni[2]
- težave s spominom[2]
- kognitivni upad[2]
- encefalopatija[4]
- kardiomiopatija[7][5][8]
- dismorfni znaki[5][8]

Kadar se prvi simptomi pojavijo v otroštvu, gre bolj verjetno za motnje intermediarne presnove, medtem ko so pri odraslih običajno pokažejo nevrološki simptomi.

## Vzroki
CMAMMA lahko glede na vzrok razdelimo na dve ločeni prirojeni motnji: ena je mitohondrijsko pomanjkanje člana 3 družine encimov acil-CoA sintetaze, ki ga kodira gen ACSF3 (OMIM#614265); druga motnja je pomanjkanje malonil-CoA dekarboksilaze, ki ga kodira gen MLYCD (OMIM#248360).

## Diagnoza
CMAMMA je zaradi raznolikosti kliničnih simptomov in dejstva, da se v veliki meri spregleda v presejalnih programih za novorojenčke, pogosto neprepoznana bolezen.

### Programi presejanja novorojenčkov
Ker se pri podvrsti CMAMMA, ki je povzročena z genom ACSF3, ne kopičijo metilmalonil-CoA, malonil-CoA ali propionil-CoA, niti se ne pojavijo nepravilnosti v profilu acilkarnitina, se ta vrsta CMAMMA ne odkrije s standardnimi presejalnimi programi za novorojenčke na podlagi vzorca krvi.
Izjema je provinca Quebec, ki v programu presejanja novorojenčkov, imenovanega Quebec Neonatal Blood and Urine Screening Program, 21. dan po rojstvu poleg krvnega testa pregleda tudi urin. S tem je provinca Quebec pomembna za raziskave CMAMMA, saj predstavlja edino kohorto na svetu brez pristranske izbire vzorca bolnikov.

### Razmerje med malonsko in metilmalonsko kislino
Z izračunom razmerja med malonsko in metilmalonsko kislino v plazmi lahko CMAMMA jasno ločimo od klasične metilmalonske acidemije. To velja tako za bolnike z metilmalonsko acidemijo, ki se odzivajo na vitamin B12, kot za tiste, ki se nanj ne odzivajo. Za izračun omenjenega razmerja ni primerna uporaba vrednosti malonske kisline in metilmalonske kisline iz urina.
Pri podvrsti CMAMMA, nastali zaradi gena ACSF3, raven metilmalonske kisline presega raven malonske kisline. Nasprotno pa velja za CMAMMA, nastali zaradi pomanjkanja malonil-CoA dekarboksilaze.

### Genetsko testiranje
CMAMMA se lahko diagnosticira z analizo genov ACSF3 in MLYCD. V razširjenem presejalnem testiranju v okviru zdravljenja neplodnosti se lahko odkrijejo tudi nosilci mutacij v genu ACSF3.